# NBS-1 (航空機)
マーチン NBS-1
- 用途：短距離夜間爆撃機
- 製造者：グレン・L・マーティン・カンパニー[1]
- 運用者：アメリカ陸軍航空部（英語版）[1]
- 初飛行：1920年9月3日[2]
- 生産数：130機[1]
- 退役：1929年[3]

マーチン NBS-1（英語: Martin NBS-1）は、アメリカ合衆国で開発された短距離夜間爆撃機。初期発注の時点ではMB-2と呼ばれていた。

## 概要
マーチン MB-1爆撃機の改良型として、1920年6月にグレン・L・マーティン・カンパニーに発注された機体で、当初はMB-2の名称がつけられていた。初飛行は同年9月3日である。マーチン社では初期の20機のみが製造され、その後は陸軍が設計を購入し、カーチス（50機）、ロウ・ウィラード・アンド・ファウラー（35機）、エアロマリン（25機）で製造が行われた。同時に、機体名がNBS-1（NBSは短距離夜間爆撃機の意）に変更されている。
エンジンはMB-1と同じくリバティ12Aを採用し、木製羽布張り構造などの特徴を受け継いでいる。機体前後に7.62mm連装機関銃、下部ハッチに単装機関銃を備えており、当時としては重武装の機体であった。
アメリカで設計・大量生産された初の爆撃機であり、第一次世界大戦中にライセンス生産されたハンドレページ O/400とカプロニ Ca.33爆撃機の後継として、アメリカ陸軍航空部に配備された。主力双発爆撃機として8個飛行隊に配備され、沿岸防衛の中核として1929年まで使用されている。有名な逸話として、ウィリアム・ミッチェルが1921年に行った、戦艦に対する爆撃実験に使用されたのが本機である。
なお、後継機として1920年代中ごろにエリアス社でXNBS-3、カーチス社でXNBS-4が試作されたものの、目立った優位性がなくどちらも不採用に終わっている。最終的にはキーストン社のB-3によって代替された。

## 要目
- 乗員：4名[3]
- 全長：13.0 m[3]
- 全幅：22.6 m[3]
- 全高：4.47 m[3]
- 速力：157.7 km/h[3]
- 航続距離：644 km[3]
- エンジン：リバティ12A 液冷V型12気筒（410馬力）×2基[3]
- 重量：5,455 kg（全備）[3]
- 武装：7.62mm機関銃×5、爆弾907kg[3]